# Vampyressa
Vampyressa är ett släkte av däggdjur som ingår i familjen bladnäsor. Det vetenskapliga släktnamnet syftar på de mytologiska vampyrerna och ändelsen –essa hänvisar till arternas mindre storlek. Tidiga naturforskare antog att alla fladdermöss från den neotropiska regionen liknar den blodslickande underfamiljen vampyrer (Desmodontinae).

## Utseende
Arterna kännetecknas av runda öron med gula kanter och därför kallas släktet på engelska yellow-eared bats. Pälsens färg varierar mellan ljusbrun, mörkbrun och gråaktig. Hos vissa arter förekommer vita strimmor i ansiktet och ibland finns på ryggens mitt en strimma i annan färg än övriga pälsen. Hudfliken vid näsan (bladet) slutar i en uppåtriktad spets.
Individerna når en kroppslängd av 4,3 till 6,5 cm och vikten ligger vanligen mellan 9 och 12 gram. På utsidan är ingen svans synlig. Underarmarnas längd som bestämmer djurets vingspann är 3,0 till 3,8 cm.

## Utbredning och habitat
Dessa fladdermöss förekommer i Central- och Sydamerika från södra Mexiko till Bolivia, Paraguay, södra Brasilien och Argentinas nordligaste delar. Habitatet utgörs främst av fuktiga städsegröna skogar.

## Ekologi
Individerna vilar i träd och bygger där ett slags tält av stora blad som gömställe. Oftast vilar två till sju individer tillsammans. Släktet antas vara polyandrisk, det vill säga att hanen lever med en grupp honor och deras ungar. Parningstiden varierar beroende på utbredningsområdet. Födan utgörs främst av frukter.

## Taxonomi
Arter enligt Catalogue of Life:
- Vampyressa bidens
- Vampyressa brocki
- Vampyressa melissa
- Vampyressa nymphaea
- Vampyressa pusilla

Wilson & Reeder (2005) listar ytterligare en art i släktet, Vampyressa thyone.

## Status
IUCN listar Vampyressa melissa som sårbar (VU), Vampyressa pusilla med kunskapsbrist (DD) och alla övriga som livskraftig (LC).